# WR 102
WR 102是一颗位于人马座的沃尔夫-拉叶星，拥有极其罕见的WO型光谱。

## 特点

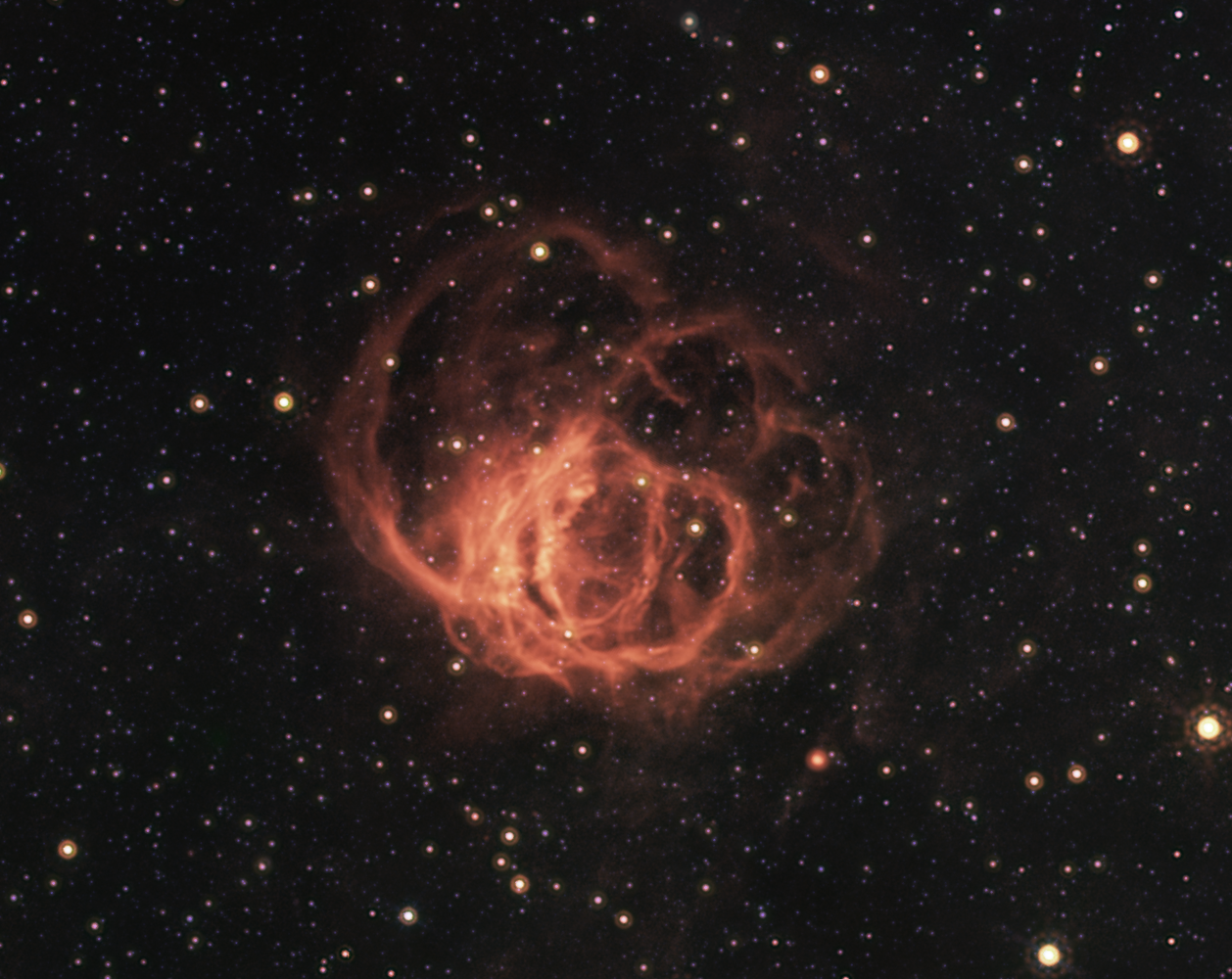
WR 102的红外图片

WR 102的光谱类型为WO2，属于极其罕见的氧型沃尔夫-拉叶星，目前银河系内已知的同光谱类型的天体只有4颗，银河系外也只观察到5颗恒星有着同样的光谱。WR 102拥有着已知恒星中最高的表面温度，达到了惊人的210,000K。根据其恒星大气与距离进行计算，其光度约为282,000 L☉。 WR 102的体积小於太陽，但却有着不小的密度，其半径只有不到0.4 R☉ ，质量却达到了20 M☉。
WR 102有着非常强烈的恒星风，速度大约为5,000千米/秒，导致WR 102每年约损失10−5 M☉，而太阳每年只损失2-3x10−14太阳质量。这些恒星风有着强烈的紫外辐射可以使周围的星系物质电离形成沃尔夫-拉叶星云。

## 发展阶段
光谱为WO的恒星都是处于超新星爆炸前期的大质量恒星，它们马上就要到达恒星演化的最终阶段。WR 102很可能已经达到氦燃烧之前的核聚变的最终阶段。
经计算，1500年内，WR 102将会发生超新星爆发。如果WR 102自转的速度足够快，WR 102将会产生严重的伽马射线暴，但根据目前所拥有资料还难以确定WR 102的自转速度是否能达到伽马射线暴的要求。